# Omdrejningslegeme
Inden for matematik, ingeniørvidenskab og fabrikation er et omdrejningslegeme en solid figur, der fremkommer, når man roterer grafen for en funktion 360° rundt om en ret linje (sædvanligvis x- eller y-aksen).
Rumfanget {\displaystyle V\,}af et omdrejningslegeme til en ikke-negativ funktion {\displaystyle f\,}, som er defineret i intervallet {\displaystyle [a;b]\,}og roteres om x-aksen, er givet ved
{\displaystyle V=\pi \int _{a}^{b}{(f(x))^{2}\ dx}}
Rumfanget for en monoton funktion af samme type, der i stedet roteres om y-aksen, er givet ved
{\displaystyle V=\pm \pi \int _{a}^{b}{(x^{2}f'(x))\ dx}}
Her giver et positivt fortegn en voksende funktion, mens et negativt giver en aftagende.